# Villette-sur-Aube
Villette-sur-Aube é uma comuna francesa na região administrativa de Grande Leste, no departamento de Aube. Estende-se por uma área de 7,28 km². Em 2010 a comuna tinha 262 habitantes (densidade: 36 hab./km²).